# Страшевичи (Тверская область)
Страше́вичи — село в Торжокском районе Тверской области. Административный центр Страшевичского сельского поселения, образованного в 2005 году.
Расположено в 34 км к юго-западу от города Торжка, на автодороге «Торжок—Луковниково».
Село стоит на реке Рачайне, исток которой в 2 км к западу от села.
Население по переписи 2002 года — 213 человек, 98 мужчин, 115 женщин.

## Инфраструктура
- Администрация сельского поселения  (недоступная ссылка).
- МОУ «Страшевичская Средняя Общеобразовательная Школа»
- Страшевичский дом престарелых (больница упразднена)
- Сельский Дом культуры
- Страшевичская сельская библиотека.
- Отделение почтовой связи .
- Правление колхоза «Ленинская Искра».
- Два продуктовых магазина.

## Население
| 1859 | 1997 | 2002 | 2008 | 2010 |
| ---- | ---- | ---- | ---- | ---- |
| 155  | ↗254 | ↘213 | ↗247 | ↘226 |

## Природопользование и сельское хозяйство
До начала 90-х годов XX века большая часть населения села и близлежащих деревень работала в колхозе «Ленинская Искра». С развалом СССР предприятие постепенно приходило в упадок, сокращался заработок колхозников, устаревало и приходило в негодность оборудование и постройки, сокращались обрабатываемые площади.
Колхоз находится на грани банкротства. Парк техники сильно изношен и представлен, в основном, образцами советского производства. Имеются несколько колхозных ферм по разведению крупного рогатого скота мясного и молочного направлений.
Имеются ремонтные мастерские с цехом, оснащенным мощным тельфером, сварочным и прочим ремонтным оборудованием. Имелась (ныне заброшена) т. н. ремонтно-техническая станция, которая занималась ремонтом и сборкой из привозимых комплектующих чешской мотокосы «Мф 70».
Существовал колхозный сырный завод (руины фундамента имеются). Особенностью данного предприятия был аккумулятор холода, необходимого для охлаждения молока. В специально подготовленной яме объёмом несколько сотен кубических метров зимой намораживали лед. При заполнении емкости её укрывали толстым слоем торфа. Таким образом полученный зимой лед использовался для нужд завода в течение всего лета и на охлаждение молока не тратилось ни ватта электроэнергии. Продукция завода поставлялась в районный центр. Интересный факт: из-за огромного количества, молоко, получаемое в колхозах Тверской области, часто было трудно реализовать в необработанном виде, что вело к появлению подобных перерабатывающих предприятий прямо на местах. Молоко и молочные продукты были натуральными и доступными.
Число индивидуальных подсобных хозяйств, имеющих крупный рогатый скот не велико и постоянно сокращается. Ввиду слабости колхоза и малого числа личных тракторов и оборудования, содержать коров и даже свиней, зачастую, непосильная задача.   
К 2020 году леса вокруг села вырублены очень сильно и продолжают вырубаться. Погрузка леса ведется прямо на проезжей части местных дорог, что ведет к их порче и загрязнению.  

## Достопримечательности
- Церковь Рождества Пресвятой Богородицы (1783). Координаты: 56.817760, 34.601783.
- Родник «Святой ключик» с купелью и часовней недалеко от деревни Вишенки. Координаты: 56.818673, 34.612371.
- Мемориал «Защитникам Родины» с братской могилой. Посвящен воинам, павшим в Великой Отечественной войне. Координаты: 56.816541, 34.603527.
- В лесах вокруг села можно найти множество следов от окопов и блиндажей, предназначавшихся для ведения боевых действий во время Великой Отечественной войны. Также в лесах было множество железобетонных колпаков для пулеметных точек. Единичные образцы по сей день можно обнаружить, однако большая их часть используется местными жителями в качестве бочки для воды (предварительно необходимо заложить амбразуру). Объём такой «бочки» составляет 1000—2000 литров.

## Школа
Страшевичская (в первые годы существования — Страшевская) школа — одна из старейших в Торжокском районе. В 1861 году в Страшевичах открылось, а в 1862 — зарегистрировано Страшевское Александровское земское училище (в честь святого Александра Невского). Из деревни Ново-Петровское была привезена часть дома помещика Хлопова и оборудована под нужды школы. Одним из первых учителей был Пётр Михайлович Рябцев из деревни Корзово. Он проработал в этой должности 34 года.
В 1914 году специальное здание школы сгорело, причина пожара не выяснена. До 1917—1918 года школа помещалась в наёмных помещениях. С 1918 года школа переведена в помещение помещика Шахманова.
В 1919 году это высшее начальное училище было преобразовано в школу второй ступени с девятилетним обучением.
В 1931 году в Страшевичах была открыта неполная средняя школа (НСШ).
В первые месяцы Великой Отечественной войны специальное здание школы, выстроенное до 1941 года, пострадало от бомбёжки. Занятия временно были прерваны, так как осенью 1941 года фронт оказался в 15-20 км от Страшевич, и возобновились в январе 1942 года, сразу после освобождения района от фашистов. Уроки шли в приспособленном здании, а в школе помещался госпиталь. К осени 1942 года школа была отремонтирована на средства колхозов и занятия начались своевременно.
В 1951 году в Страшевичах была открыта средняя школа. Первый выпуск учащихся Страшевичской средней школы был в 1954 году.
За 1954—1969 годы среднюю школу закончило 326 учащихся.
В 1961 году построено новое здание школы. На территории школы также располагались тир, футбольная площадка, огород, столовая, котельная. Огромную территорию занимал яблоневый сад.
К концу 1990-х годов здание школы, построенное с множеством нарушений, признано аварийно опасным.
В 2002 состоялся переезд школы в переоборудованное здание детского сада, который за неимением маленьких детей за четыре года до переезда школы был закрыт. Так как переоборудование не успели выполнить к началу учебного года, праздник 1 сентября провели в здании дома культуры. Начало учебного года было отсрочено на 2-3 недели. 
Вся территория старой школы заброшена. В 2010? году старое здание школы, имевшее деревянные перекрытия и кровлю сгорело по неизвестным причинам. По состоянию на 2018 год старое здание школы полностью разрушено и представляет собой небольшой кирпичный завал.
С 2018? года ежегодно летом в школе организуется военно-патриотический лагерь Тверской области. В лагерь в гости приезжают юнармейцы Твери, Старицы, Луковникова, Торжка, а также ряда сельских школ области. Неоднократно коллектив школы получал благодарности администрации Торжокского района за военно-патриотическое воспитание молодёжи.
Школа имеет два автобуса, которые доставляют учащихся из близлежащих деревень. Учащиеся закрытых ныне школ из д. Русино и д. Лужково переведены на обучение сюда.

## Церковь

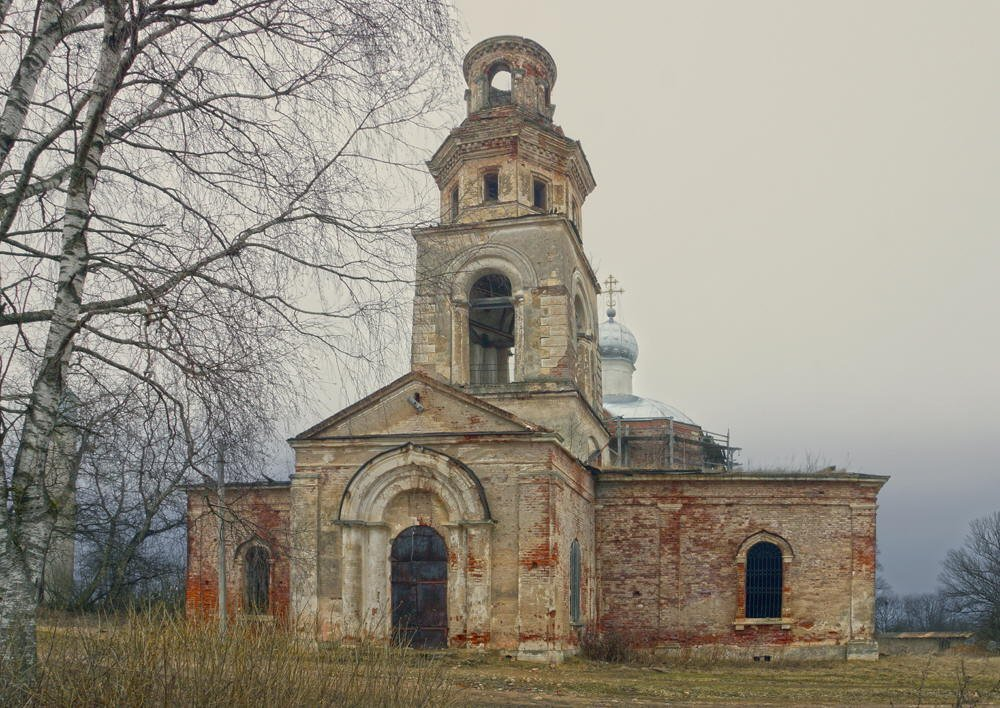
Церковь Рождества Пресвятой Богородицы. 2010 г.

Церковь Рождества Пресвятой Богородицы построена, предположительно, в 1783 году (дата обнаружена на одним из элементов храма).
Церковь славилась в округе малиновым звоном своих колоколов, церковными драгоценностями. Веками их жертвовали купцы, помещики, знатные люди  приходу. 
Богатое село щедро и широко отмечало престольные праздники. Четыре раза в год в эти дни устраивались многолюдные ярмарки. На них съезжались торговцы из ближайших городов, прасолы и крестьяне за 40-50 верст. Первая ярмарка – в день празднования Николая Чудотворца (по старому стилю – 9 мая). На не преобладал повседневный материал и предметы домашнего обихода: горшки, корзинки, ложки и т.д. Вторая – в Девятую пятницу после Пасхи в честь святой Прасковьи. На ней продавался и закупался домашний скот. Третья проходила в 8 сентября в честь Рождества Богородицы. Торговали только что полученным урожаем и скотом. Четвертая же (небольшая) происходила около кладбищенской церкви, посвященной Казанской Богоматери (8 июля). Продавали ягоды, летние яблоки, овощи с огорода.
С приходом советской власти закрыта, использовалась в качестве склада. Купол колокольни упал от урагана. Чтобы предотвратить повторение ситуации с куполом куба, его решено было стащить тросами, прицепленных к тракторам. Однако попытка демонтажа завершилась неудачей и повлекла только повреждение верхней части купола. Крест на вершине купола был сильно загнут — именно к кресту были прицеплены тросы. Обрывки тросов продолжали висеть вплоть до реставрации купола.
За время запустения крыша здания пришла в полную негодность. Кровля и стропильная система полностью утрачены, идет интенсивное разрушение кирпичного перекрытия. Поверхность покрыта густым кустарником и деревьями, которые периодически вырубается. В первый раз растительность убрали в начале 2000-х годов, на тот момент высота берез на крыше церкви доходила до половины высоты колокольни. В связи с этим находиться внутри здания травмоопасно из-за падающих кирпичей. Степень разрушения грозит обвалом перекрытия внутрь церкви.
В 2009?? году проведена реставрация кровли и купола куба. Старый купол был демонтирован и построен заново. Крест был восстановлен и окрашен. Во время проведения работ ночью в здании часто горел свет, что отдавало интересной романтической атмосферой наличия жизни посреди мертвой пустыни. Целесообразность данной работы вызывает большие вопросы, так как дальнейшей реставрации не ведется и без кровли над всей площадью церкви остается высокий риск полного разрушения крыши, что поставит крест на всех дальнейших работах.
Внутри церкви сохранились уникальные фрески в своем первозданном виде в разной степени сохранности. Свободный вход в церковь закрыт.
Церковь является неким центром местной жизни: со времен советской власти (а возможно и раньше) до наших дней территория вокруг храма является площадкой для народных гуляний и проведения досуга (в том числе неформального).
К Церкви прилегает кленовый «Ленинский сквер» с памятником-бюстом В. И. Ленину. Бронзовый бюст был утерян в 1990-х годах, а постамент обветшал и разрушается.
Весной 2020 года произошло обрушение перекрытия в северо-западной части строения. 

## История
Прежние названия — Страшное, Страшевицы. Когда-то, должно быть, еще до Монгольское нашествие на Русь близ села существовал монастырь. Самого села, понятно, в то время не было. Только название поймы по реке Рачайне – Игуменов луг да холодный прозрачный родничок, именуемый в народе Святым ключиком, напоминают нам об этом предании.
Возле Святого ключика, веками бьющего из недр холма, в роще, именуемой Золотой дачей, можно при раскопках найти фундамент храма, построенного, вероятно, по типу корабля, кормой – на восток (престол монастыря).
Возможно, монастырь был разорен татарами. Более точных сведений о нем не сохранилось.
В пользу версии о монастыре говорит еще тот факт, что в окрестностях Страшевич, вдоль реки Рачайны бьет несколько ключей – родничков, но только этот называют Святым. Итак, Святой ключик и Игуменов луг – последняя память, следы древнего монастыря, фундамент которого могут обнаружить будущие археологи.
Как Страшевичи упоминается в 1806 году. В 1859 году во владельческом селе Страшевичи 20 дворов, 155 жителей. В конце XIX-начале XX века село — центр Страшевской волости и прихода Старицкого уезда Тверской губернии. Здесь было волостное правление со старшиной, писарем, кутузкой, позднее — с урядником; работало почтовое отделение (связь через станцию Высокое); существовало две церкви: каменная — в центре, датируемая концом XVIII века, и деревянная — на кладбище. Имелись больница, школа (дата её возникновения — 1862 год), позднее — училище имени Александра Невского. В селе действовали два трактира, казенная винная лавка, две пивных, постоялый двор на торговой дороге Торжок—Ржев. Из ремесленных заведений: две красильни для крашения холста, мастерская для валки сапог, круподерка, маслобойня, шерстобойки, кузница, пекарня по выпечке баранок. Ежегодная ярмарка (8 сентября).
В 1918—1924 годах Страшевичи — центр одноимённого сельсовета Старицкого уезда, в 1924—1929 — Новоторжского уезда. В 1929—1960 годах в составе Луковниковского района (1929—1935 — Западной области, 1935—1960 — Калининской области).
1 мая 1924 г. был установлен один из первых посмертных памятников Ульянову-Ленину. Бюст Ильича, вырезанный из дерева крестьянином Жуковым А.Н., позже перешел в фонды Калининского музея.
В 1941 году немецко-фашистские войска были остановлены в 4 км к югу от села.
В 1996 году в село — центр Страшевичского сельского округа, 87 хозяйств, 254 жителя.

## Известные люди
- Н. В. Гоголь посещал в Сверчкове (в полукилометре от села) Е. В. Черкашенинову, родственницу протоиерея собора во Ржеве Матвея Константиновского..
- М. Е. Салтыков-Щедрин приезжал в середине 50-х годов XIX века в гости к младшей сестре Любови Евграфовне — жене местного помещика Зилова.
- Оперная певица Прасковья Николаевна Верёвкина (урождённая Зилова) (1854-1892) – племянница писателя М.Е. Салтыкова-Щедрина. Она родилась в селе Страшевичи. После окончания Петербургской консерватории певица солировала в Киевской опере, на сцене Мариинского театра, в других городах, гастролировала в Европе. Партнёрами Прасковьи Верёвкиной по сцене были П. Лодий, Д. Орлов, Ф. Стравинский. По воспоминаниям современников, она обладала музыкальностью и сценическим дарованием как в драматических, так и в лирических партиях. Сохранилась берёзовая аллея, ведущая к усадьбе Черкашениновых, к сожалению, самого дома помещицы нет. А также - вековые деревья на месте имения Зиловых.
- Церковный живописец бродячей артели Старицкого уезда, самобытный мастер Пётр Ефимович Жуков. Именно он расписывал иконы в церкви Рождества Богородицы в с. Страшевичи.